# 韋伯斯特鎮區 (印地安納州韋恩縣)
韋伯斯特鎮區（英語：Webster Township）是位於美國印地安納州韋恩縣的一個行政鎮區。

## 地方資料
根據2010年美國人口普查的數據，韋伯斯特鎮區的面積為38.70平方千米，當中陸地面積為38.60平方千米，而水域面積為0.10平方千米。當地共有人口1272人，而人口密度為每平方千米32.87人。